# Jungholz
Jungholz település Ausztria tartományának, Tirolnak a Reutte járásában található. Területe 7 km², lakosainak száma 288 fő, népsűrűsége pedig 41 fő/km² (2014. január 1-jén). A település 1054 méteres tengerszint feletti magasságban helyezkedik el.
Jungholz Ausztria kvázi exklávéja, mivel az ország többi részéhez csupán csak egyetlen ponton kapcsolódik, amely a Sorgschrofen hegycsúcs 1636 méter magas orma. Az egybefüggő osztrák terület itt alig pár méteresre szűkül össze. Bajorország és Tirol tartomány határvonala gyakorlatilag körbeveszi a települést. Dél felé az osztrák oldalon Schattwald településsel áll összeköttetésben. Nyugatról a bajorországi Bad Hindelang, északról Wertach, keletről Pfronten veszik körül.

## Fordítás
- Ez a szócikk részben vagy egészben  a   Jungholz című angol Wikipédia-szócikk ezen változatának fordításán alapul.  Az eredeti cikk szerkesztőit annak laptörténete sorolja fel. Ez a jelzés csupán a megfogalmazás eredetét és a szerzői jogokat jelzi, nem szolgál a cikkben szereplő információk forrásmegjelöléseként.